# La Palme (Aude)
La Palme település Franciaországban, Aude megyében. Lakosainak száma 1889 fő (2022. január 1.). La Palme Caves, Leucate, Port-la-Nouvelle, Roquefort-des-Corbières és Sigean községekkel határos.

## Népesség
A település népességének változása:
| Lakosok száma | 851  | 935  | 1009 | 1431 | 1620 | 1730 | 1693 | 1704 | 1712 | 1889 |
|               | 1968 | 1982 | 1990 | 2006 | 2013 | 2015 | 2017 | 2019 | 2020 | 2022 |